# رينيه جونيور
رينيه جونيور (بالبرتغالية: Renê Júnior‏) هو لاعب كرة قدم برازيلي في مركز الوسط، ولد في 16 سبتمبر 1989 في ريو دي جانيرو في البرازيل. لعب مع نادي بونتي بريتا ونادي تومبينس ونادي سانتوس ونادي غوانزو ونادي فيغورينسي ونادي كريسيوما ونادي موجي ميريم.

## وصلات خارجية
- رينيه جونيور على موقع قاعدة بيانات كرة القدم.إي يو (الإنجليزية)
- رينيه جونيور على موقع Soccerway.com (الإنجليزية)